# Oberonia palawensis
Oberonia palawensis är en orkidéart som beskrevs av Rudolf Schlechter. Oberonia palawensis ingår i släktet Oberonia och familjen orkidéer. Inga underarter finns listade i Catalogue of Life.